# Anne Heck-Guthe
Anne Heck-Guthe (* 1952) ist eine deutsche Kommunalpolitikerin (SPD). Sie war von 2004 bis 2014 Bürgermeisterin der Stadt Waltrop (Nordrhein-Westfalen).

## Leben
Anne Heck-Guthe war als Erzieherin und Kindergarten-Koordinatorin für die Arbeiterwohlfahrt (AWO) tätig. 1984 trat sie dem Stadtverband der AWO Waltrop bei.

## Politik
Heck-Guthe übernahm im Herbst 2004 erstmals das Bürgermeisteramt in Waltrop. Sie löste damit Willi Scheffers (CDU) ab. Waltrop war mit einer Zinslast von 9000 EUR pro Tag damals hoch verschuldet. 37 Millionen Euro Einnahmen standen 82 Millionen Euro Ausgaben gegenüber. Seit 1993 hatte Waltrop schon keinen ausgeglichenen Haushalt mehr aufgestellt und sich immer wieder mit Krediten beholfen. Heck-Guthe zog daraus die Schlussfolgerung, mehr Transparenz in eine jahrelang vertuschte Misere zu bringen. Der Regierungspräsident von Münster beschloss daher, der Bürgermeisterin den Sparberater Wilhelm Niemann (CDU) zur Seite zu stellen. Schnell wurden einschneidende Schritte beschlossen:
- Der alte Kämmerer wurde entlassen. Wolfgang Brautmeier übernahm danach diese Position.
- Schließung des einen von zwei Schwimmbädern
- Einsparungen bei Stadtarchiv, Heimatmuseum, Musikschule, Volkshochschule, Stadtbücherei, Kinder- und Jugendbüro und diversen Sportstätten
- eine gänzliche Wieder- und Neubesetzungssperre
- Suche nach mittelständische Gewerbeansiedlungen
- Einbehalten von Teilen der Umlage des Kreises Recklinghausen

Erklärtes Ziel von Heck-Guthe war es, bis 2009 einen ausgeglichenen Haushalt vorstellen zu können. Wilhelm Niemann unterstützte sie dabei bis 2007.
2007 erfolgte die Förderung von jungen Unternehmen und die Ansiedelung von Manufactum in der ehemaligen Zeche Waltrop.
2009 wurde Heck-Guthe mit der absoluten Mehrheit im ersten Wahlgang im Amt bestätigt.
Nachdem CDU und FDP in NRW 2007 beschlossen hatten, die Wahl von Stadtrat und Bürgermeister zu entkoppeln, schlugen 2013 SPD und Bündnis 90/Die Grünen vor, dies aus Kostengründen wieder rückgängig zu machen. Heck-Guthe hatte aus diesem Grund ihre Entlassung beim Landrat beantragt, um sich zeitgleich mit dem Stadtrat und dem Europaparlament als Bürgermeisterin um ein Jahr vorgezogen erneut zur Wahl zu stellen.
Auch im Jahr 2012 kämpfte Heck-Guthe für einen ausgeglichenen Haushalt.
Bei der Wahl am 25. Mai 2014 verlor Heck-Guthe das Bürgermeisteramt an Nicole Moenikes (CDU). Sie konnte den Verlust von 12,5 % auch bei der Stichwahl am 15. Juni 2014 nicht wettmachen und bekam trotz Unterstützung von Bündnis 90/Die Grünen und Der Linken keine Mehrheit. Unter anderem wurde Heck-Guthe vorgeworfen, dass sie zwar eine Bürgerbefragung zum Bau der Bundesstraße B474n durchgeführt, aber das eindeutige Votum der Bevölkerung für den Bau nicht energisch genug an höherer Stelle vertreten habe.

## Beiratsfunktionen und Nebeneinkünfte
Wie die meisten Bürgermeister saß auch Heck-Guthe in Beiräten diverser kommunaler Unternehmen:
- Mitglied im Verwaltungsrat der Sparkasse Vest
- Mitglied im Beirat der Gelsenwasser AG
- Mitglied der Verbandsversammlung des Sparkassenzweckverbandes
- Verwaltungsratsvorsitzende des V+E AÖR
- Vorsitzende der Gesellschafterversammlung der Stadtentwicklungsgesellschaft
- Vorsitzende der Vermögensverwaltungsgesellschaft
- Aufsichtsratsmitglied der WIN-ELE GmbH

Zumeist sind diese Tätigkeiten ehrenamtlich bzw. es wird ein Sitzungsgeld bezahlt. Zusätzliche Nebeneinkünfte hatte Heck-Guthe regelmäßig gegenüber dem Stadtrat oder öffentlich bekannt gegeben.